# Gobierno indirecto

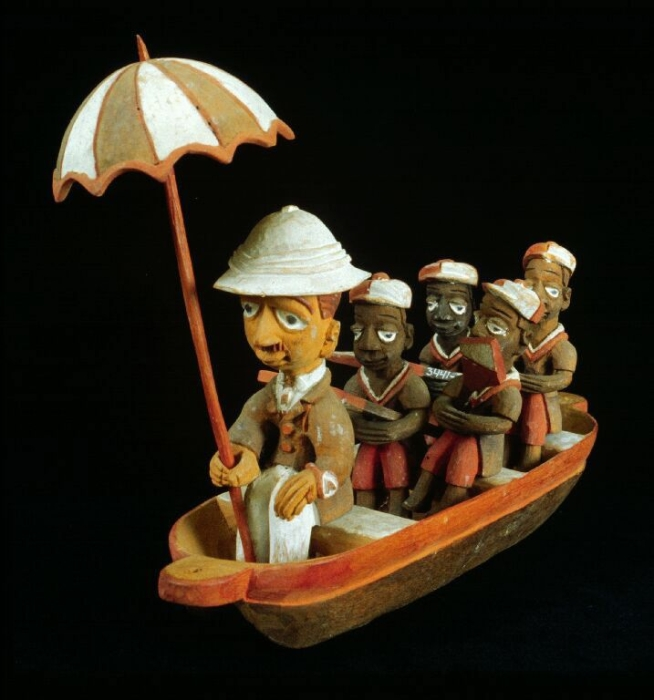
Una representación yoruba (Nigeria,) de un británico oficial de distrito en una gira de gobernantes indirectos

Se  por gobierno indirecto a un sistema de gobierno utilizado por los imperios coloniales británicos y franceses para controlar partes de sus extensos territorios, particularmente en África y Asia, a través de estructuras de poder indígenas preexistentes. Estas dependencias a menudo se llamaban «protectorados» o «estados truciales». Mediante este sistema, el gobierno y la administración cotidianos de áreas pequeñas y grandes quedaron en manos de los gobernantes tradicionales, que ganaron prestigio y la estabilidad y protección que brinda la Pax Britannica (en el caso de los territorios británicos), a costa de perder el control de sus asuntos externos y, a menudo, de impuestos, comunicaciones y otros asuntos, generalmente con un pequeño número de «asesores» europeos que supervisan efectivamente al gobierno de un gran número de personas repartidas en áreas extensas.

## Imperio británico
Algunas colonias británicas fueron gobernadas directamente por la Oficina Colonial en Londres, mientras que otras fueron gobernadas indirectamente a través de gobernantes locales que son supervisados detrás de escena por asesores británicos. En 1890, Zanzíbar se convirtió en un protectorado (no una colonia) de Reino Unido. El primer ministro Salisbury explicó su posición:
La condición de una dependencia protegida es más aceptable para las razas medio civilizadas, y más adecuada para ellos que el dominio directo. Es más barato, más simple, menos hiriente a su autoestima, les da más carrera como funcionarios públicos y les ahorra contacto innecesario con los hombres blancos.
Los estados principescos de la India fueron gobernados indirectamente. También lo era gran parte de las colonias de África Occidental.

### En África
Los fundamentos ideológicos, así como la aplicación práctica, del gobierno indirecto en Uganda y Nigeria generalmente se remontan al trabajo de Frederick Lugard, el Alto Comisionado del Protectorado de Nigeria del Norte desde 1899 hasta 1906. En las tierras del califato de Sokoto, conquistado por el Imperio Británico a principios de siglo, Lugard instituyó un sistema mediante el cual el control externo, militar y fiscal era operado por los británicos, mientras que la mayoría de los demás aspectos de la vida se dejaban en manos de las aristocracias locales pre-británicas que podrían haberse puesto del lado de los británicos durante o después de su conquista. La teoría detrás de esta solución a un problema muy práctico (un problema conocido como «El problema nativo» por Mahmood Mamdani en su trabajo Ciudadano y sujeto) de dominación por un pequeño grupo de extranjeros de grandes poblaciones se expone en la influyente publicación de Lugard The Dual Mandate in British Tropical Africa.

### En India
La mayor aplicación del gobierno indirecto fue en Asia Británica, en cientos de estados precoloniales, vistos por primera vez en el trabajo bajo el sistema de alianzas subsidiarias de la Compañía Británica de las Indias Orientales en el subcontinente indio. Las áreas así introducidas en la esfera de influencia británica se conocieron como los Estados Principescos de la India. Posteriormente, el mismo principio se aplicó en regiones estratégicas en las rutas marítimas a la India, especialmente en los estados protegidos del Golfo Pérsico.
En las colonias británicas, las leyes fueron hechas típicamente por un gobernador británico y un consejo legislativo, pero en los protectorados y estados principescos los gobernantes locales conservaron su autoridad administrativa tradicional y su capacidad de legislar, sujeto al control británico de ciertas áreas. El gobierno indirecto fue particularmente efectivo al permitir que los británicos explotaran los recursos naturales y las materias primas de vastas naciones subordinadas. El establecimiento de bases navales y militares en puntos estratégicos de todo el mundo mantuvo el poder necesario para apuntalar dicho control.

## Implementación práctica

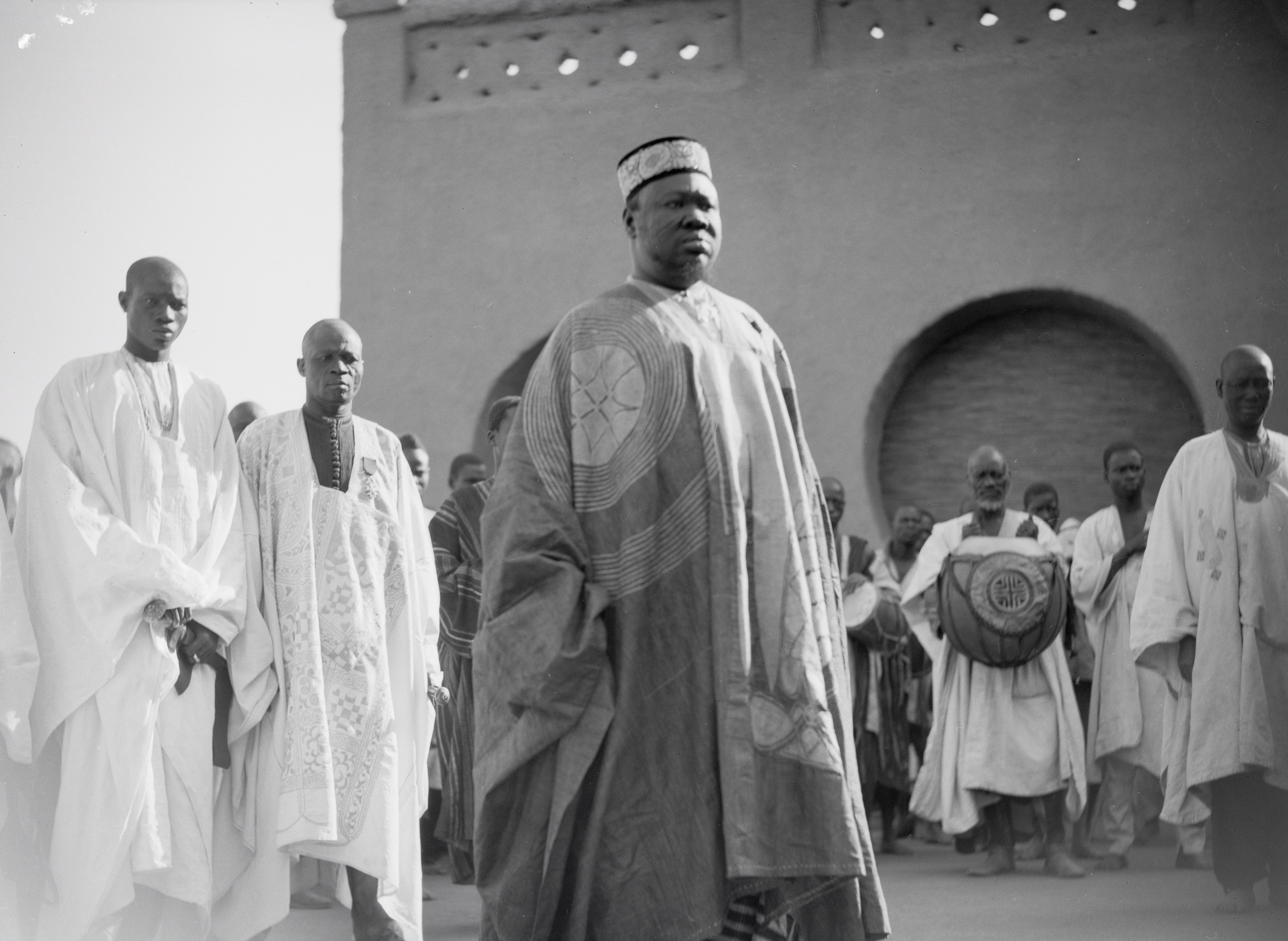
Naaba Koom II, rey de los Mossi en el Alto Volta francés, representado en 1930. La preservación de las unidades políticas precoloniales fue la base del gobierno indirecto en los imperios británico y francés.

El gobierno indirecto era más barato y fácil para las potencias europeas y, en particular, requería menos administradores, pero tenía varios problemas. En muchos casos, las autoridades europeas otorgaron poderes a los líderes tradicionales locales, como en el caso de la monarquía de Uganda, pero si no se pudiera encontrar un líder adecuado (en el sentido occidental tradicional del término), los europeos simplemente elegirían gobernantes locales para satisfacerlos. Este fue el caso en Kenia y el sur de Nigeria, y los nuevos líderes, a menudo llamados «jefes de órdenes», no siempre fueron apoyados por la población local. Las clases dominantes europeas también a menudo eligieron líderes locales con rasgos similares a los suyos, a pesar de que estos rasgos no son adecuados para el liderazgo nativo. Muchos eran ancianos conservadores y, por lo tanto, el gobierno indirecto fomentó una perspectiva conservadora entre la población indígena y marginó a la joven inteliguentsia. Las leyes escritas, que reemplazaron a las leyes orales, fueron menos flexibles a la naturaleza social cambiante, las antiguas costumbres de retribución y justicia fueron eliminadas o prohibidas, y la eliminación de castigos más violentos en algunas áreas condujo a un aumento de la delincuencia. Además, los líderes facultados por los gobiernos de las potencias europeas a menudo no estaban familiarizados con sus nuevas tareas, como el reclutamiento y los impuestos.

## Interpretaciones
Desde principios del siglo XX, los escritores franceses y británicos ayudaron a establecer una dicotomía entre el gobierno indirecto británico, ejemplificado por los estados principescos indios y por los escritos de Lord Lugard sobre la administración del norte de Nigeria y el gobierno directo colonial francés. Al igual que con los teóricos británicos, los funcionarios coloniales franceses como Félix Eboué o Robert Delavignette escribieron y abogaron durante la primera mitad del siglo XX por un estilo de gobierno francés distintivo que fuera centralizado, uniforme y destinado a asimilar a los sujetos coloniales en la política francesa.  Se decía que el gobierno francés, a veces etiquetado como jacobino, se basaba en las ideologías gemelas del gobierno francés unitario centralizado de metrópoli, con la ideología colonial francesa de asimilación. La asimilación colonial argumentó que la ley y la ciudadanía francesas se basaban en valores universales que surgieron de la Revolución francesa. Reflejando la ley de ciudadanía nacional francesa, la ley colonial francesa permitía que cualquiera que pudiera probarse culturalmente francés («Évolués») se convirtiera en ciudadano francés igualitario.  En el África Occidental Francesa, solo partes de las «Cuatro comunas» senegalesas extendieron la ciudadanía francesa fuera de una élite africana educada. Esto contrastaba con el gobierno indirecto británico, que nunca previó que los protectorados sujetos se asimilaran legalmente en «las naciones de origen».
Mientras hacía distinciones más sutiles, este modelo de gobierno directo versus indirecto fue dominante en la academia desde los años 30 hasta los 70
Los académicos desde la década de 1970 han problematizado la dicotomía entre gobierno directo vrs. indirecto, argumentando que los sistemas estaban en la práctica entremezclados en la gobernanza colonial británica y francesa, y que la percepción de la regla indirecta a veces se promovía para justificar estructuras de reglas bastante directas.
Mahmood Mamdani y otros académicos han discutido ampliamente cómo el gobierno directo e indirecto fueron intentos de implementar objetivos idénticos de gobierno extranjero, pero cómo la estrategia indirecta ayudó a crear divisiones étnicas y raciales dentro de las sociedades gobernadas que persisten en relaciones comunales hostiles y estrategias disfuncionales del gobierno. El mismo Mamdani describió la regla indirecta como «despotismo descentralizado».
Algunos politólogos incluso han ampliado el debate sobre cómo las experiencias de gobierno directas versus indirectas continúan afectando la gobernanza contemporánea en cómo los gobiernos que nunca han experimentado el colonialismo gobiernan.